# Boku no Pico
Boku no Pico (jap. ぼくのぴこ, Boku no Piko, dt. „Mein Piko“) ist eine von Natural High produzierte japanische Hentai-Reihe. Sie gilt als der erste Shotacon-Anime. Die Serie besteht aus drei Episoden, sowie einem Special als jugendfreie Fassung des ersten Teils, und wurde auch als Manga und Computerspiel adaptiert.

## Figuren
Pico (ぴこ, Piko)
Pico ist ein blonder Junge, der den Sommer in einem Café aushilft. Beim Arbeiten lernt er Tamotsu kennen, der Pico für ein Mädchen hält und ihn sexuell missbraucht. Pico interpretiert das falsch und verliebt sich dabei in Tamotsu. Pico trägt Mädchenkleidung, nachdem Tamotsu ihm welche geschenkt hat. Als Pico merkt, dass Tamotsu ausschließlich eine sexuelle Beziehung mit ihm führen will, schneidet er sich die Haare kurz und trägt wieder Jungenkleidung.
Tamotsu (タモツ)
Tamotsu ist ein Stammkunde des Cafés. Er verführt Pico, weil er ihn für ein junges Mädchen hält, auch nachdem er Picos wahres Geschlecht herausgefunden hat, und beginnt ein sexuelles Verhältnis mit ihm. Später kauft er ihm Mädchenkleidung und überredet ihn diese zu tragen. Tamotsu sieht Pico ausschließlich als Sexualobjekt. Als Pico merkt, dass Tamotsu ihn nicht liebt, trennt er sich von ihm. Obwohl sie sich am Ende der ersten Episode versöhnen, taucht er in den beiden anschließenden Episoden nicht mehr auf.
Ojiisan (おじいさん, dt. „Großvater; alter Mann“)
Ojiisan betreibt ein in der Regel leeres Café namens Bebe in Strandnähe. Pico hilft dort den Sommer über aus. Seine Idee war es, dass Pico mit Tamotsu Zeit verbringen kann.
Chico (ちこ, Chiko)
Chico lebt mit seiner älteren Schwester in einem großen Haus in einem abgelegenen Waldgebiet. Er lernt Pico kennen, als dieser ihn dabei erwischt, wie er nackt in einem See badet. Die beiden Jungen werden Freunde und haben später ein sexuelles Verhältnis zueinander. Chico ist jünger und hat, anders als Pico, anfangs keinerlei Erfahrung mit Sexualität. Chico beobachtet öfter heimlich seine Schwester beim Masturbieren.
Oneesan (お姉さん, dt. „große Schwester“)
Oneesan ist Chicos ältere Schwester. Sie masturbiert regelmäßig und hat eine große Sammlung von Fetisch-Outfits und Sex-Spielzeug, die Pico und Chico heimlich verwenden.
Coco
Coco taucht in der dritten und letzten Episode auf. Es wird angedeutet, dass Coco nicht real, sondern die „Stadtfee“ ist. Er hat sexuelle Beziehungen sowohl mit Pico als auch mit Chico. Ähnlich wie bei Tamotsu halten Pico und Chico ihn am Anfang ebenfalls für ein Mädchen.

## Veröffentlichungen

### Anime
Die dreiteilige Serie wurde von Natural High produziert und entstand unter der Regie von Katsuyoshi Yatabe:
Boku no Pico (ぼくのぴこ)
Veröffentlichung: 7. September 2006
Handlung: Pico hilft über den Sommer in einem Café aus, wo er einen Mann namens Tamotsu kennenlernt. Tamotsu verführt Pico, da er ihn für ein Mädchen hält und fängt an ihn sexuell zu missbrauchen. Pico verliebt sich in ihn. Nach einem Streit versöhnen sich die beiden gegen Ende der Episode.
Eine jugendfreie Fassung, welche nach der japanischen Altersfreigabe ab 14 Jahren freigegeben wurde, wurde am 11. November 2007 unter dem Titel Pico – Boku no Chiisana Natsu Monogatari (pico〜ぼくの小さな夏物語〜, dt. „pico – Meine kleine Sommergeschichte“) veröffentlicht.
Pico to Chico (ぴことちこ, dt. „Pico und Chico“)
Veröffentlichung: 16. April 2007
Handlung: Pico lernt einen Jungen namens Chico kennen und freundet sich schnell mit ihm an. In Chicos Haus beobachten die beiden heimlich Chicos Schwester beim Masturbieren. Pico meint daraufhin, dass die beiden das auch machen könnten und hat mit ihm Sex.
Pico×CoCo×Chico (ぴこ×CoCo×ちこ)
Veröffentlichung: 9. Oktober 2008
Handlung: Pico und Chico treffen auf CoCo, der in einem Versteck hinter einer U-Bahn-Station lebt, den sie jedoch anfangs für ein Mädchen halten. Pico verliebt sich in CoCo, weiß aber nicht, was aus der Beziehung mit Chico werden soll. Am Ende der Episode haben sie einen Dreier auf dem Tokyo Tower.
Am 19. April 2007 erschien ein Box-Set, welches die ersten beiden Episoden und eine Soundtrack-CD beinhaltet.

### Manga
In der Mai-Ausgabe 2007 des Boys Love-Manga-Magazins Hanaoto des Verlags Hōbunsha erschien ein von Aoi Madoka gezeichneter einen One Shot namens Ame no Hi no Pico to Chico (雨の日のぴことちこ, dt. „Pico und Chico am Regentag“).

### Computerspiel
Am 6. April 2008 gab Natural High bekannt, dass ein PC-Spiel mit Pico und Chico erscheinen wird. Dieses Pico to Chico: Shota Idol no Oshigoto (ぴことちこ ショタアイドルのオシゴト, dt. „Pico und Chico: Die Arbeit der Shota-Idols“) genannte Adventure-Erogē wurde am 15. Oktober 2010 für Windows veröffentlicht.

### Musik
Zu Pico – Boku no Chiisana Natsu Monogatari und Pico to Chico wurde am 26. September 2007 der Soundtrack Boku to Pico – Shota Idol Tanjō! (ぼくのぴこ〜ショタアイドル誕生!〜) bei King Record mit den Titelliedern beider Episoden veröffentlicht. Am 22. März erschien beim Publisher der Hentai-Serie Soft on Demand das Character Album Pico to Chico no “Ijiri CD” (ぴことちこの「いぢりCD」).
Am 9. Juli 2009 folgte mit Boku no Pico PV Song Collection – Boku, Otoko no Ko da yo (ぼくのぴこ PV Song Collection 〜ぼく、男の子だよ〜) eine Musikvideo-DVD für Karaoke.